# 黃體普提魚
黃體普提魚，又稱黃體狐鯛，為輻鰭魚綱鱸形目隆頭魚亞目隆頭魚科的其中一種，分布於西南太平洋的澳洲及新喀里多尼亞海域，棲息深度114-340公尺，本魚尾鰭截形略顯圓，體上部白色且有粉紅色、黑色斑點，下面有2或3個寬黃色條紋穿越口鼻部和前額，背鰭鰭膜具有紅點，胸鰭基部有點偏黃，背鰭硬棘12枚;背鰭軟條10枚; 臀鰭硬棘3枚;臀鰭軟條11枚，體長可達42.3公分，棲息在大陸棚及大陸坡，生活習性不明。

## 擴展閱讀
維基物種上的相關：黃體普提魚